# Zell im Fichtelgebirge
Zell im Fichtelgebirge, fins al juliol de 2007 el seu nom oficial era Zell, és un municipi d'Alemanya amb 2.272 habitants, situat al districte de Hof al land de Baviera. Es troba a una altitud de 615 m.
El riu Saale neix a la serralada Waldstein del Fichtelgebirge prop de Zell im Fichtelgebirge.